# Ivan Horváth
Ivan Horváth (ur. 26 lipca 1904, zm. 5 września 1960) – słowacki pisarz; przedstawiciel prozy międzywojennej. Jego twórczość zawiera elementy impresjonizmu, ekspresjonizmu, poetyzmu, surrealizmu i dadaizmu.
Kształcił się na Uniwersytecie Komeńskiego w Bratysławie, później studiował na paryskiej Sorbonie (1924–1926). Podczas wojny był członkiem nielegalnej Słowackiej Rady Narodowej (Slovenská národná rada za sociálnu demokraciu). Pełnił funkcję redaktora czasopisma „Kultúrny život”. Publikował w czasopismach Vatra (1919, pod pseudonimem Ivan Olšovský), „Mladé Slovensko”, „Slovenský svet”, „Svojeť” (1922).